# Mörkasjön (Tvings socken, Blekinge, 625016-148090)
Mörkasjön är en sjö i Karlskrona kommun i Blekinge och ingår i Nättrabyåns huvudavrinningsområde.